# Capys
Capys is een geslacht van vlinders uit de familie Lycaenidae. De soorten van dit geslacht komen voor in het Afrotropisch gebied.

## Synoniemen
- Scoptes Hübner, 1819

## Conservering van de naam
In 1819 publiceerde Jacob Hübner de geslachtsnaam Scoptes, met 3 soorten maar zonder een type aan te wijzen. De geslachtsnaam werd daarna min of meer vergeten. In 1966 koos Norman Denbigh Riley om praktische redenen Papilio alphaeus Cramer, 1777, als het type van de naam Scoptes, waarmee die naam een objectief synoniem van Capys werd. Omdat de naam Scoptes ouder is dan Capys, een geslachtsnaam die op dat moment al meer dan honderd jaar in gebruik was, begon Riley tegelijk een zaak om de naam Scoptes te laten onderdrukken voor gevallen van prioriteit. In 1986 besloot de International Commission on Zoological Nomenclature om de naam Capys Hewitson te conserveren, en tegelijk het gebruik van de naam Scoptes Hübner te onderdrukken (in gevallen van prioriteit, niet in gevallen van homonymie).

## Soorten
- Capys alphaeus (Cramer, [1777])
- Capys bamendanus Schultze, 1909
- Capys bamptoni Henning & Henning, 1988
- Capys brunneus Aurivillius, 1916
- Capys calpurnia Henning & Henning, 1988
- Capys catharus Riley, 1932
- Capys collinsi Henning & Henning, 1988
- Capys connexiva Butler, 1897
- Capys cupreus Henning & Henning, 1988
- Capys disjunctus Trimen, 1895
- Capys hermes Henning & Henning, 1988
- Capys juliae Henning & Henning, 1988
- Capys meruensis Henning & Henning, 1988
- Capys penningtoni Riley, 1932
- Capys rileyi Stoneham, 1938
- Capys stuarti Collins & Larsen, 2000
- Capys usambarae Congdon & Collins, 1998
- Capys vorgasi Larsen & Collins, 2003